# Turó dels Rogers
El Turó dels Rogers  és una muntanya de 628 metres que es troba al municipi de Rubió, a la comarca de l'Anoia.